# Cochliostema odoratissimum
Cochliostema odoratissimum är en himmelsblomsväxtart som beskrevs av Lem.. Cochliostema odoratissimum ingår i släktet Cochliostema och familjen himmelsblomsväxter. Inga underarter finns listade.

## Bildgalleri

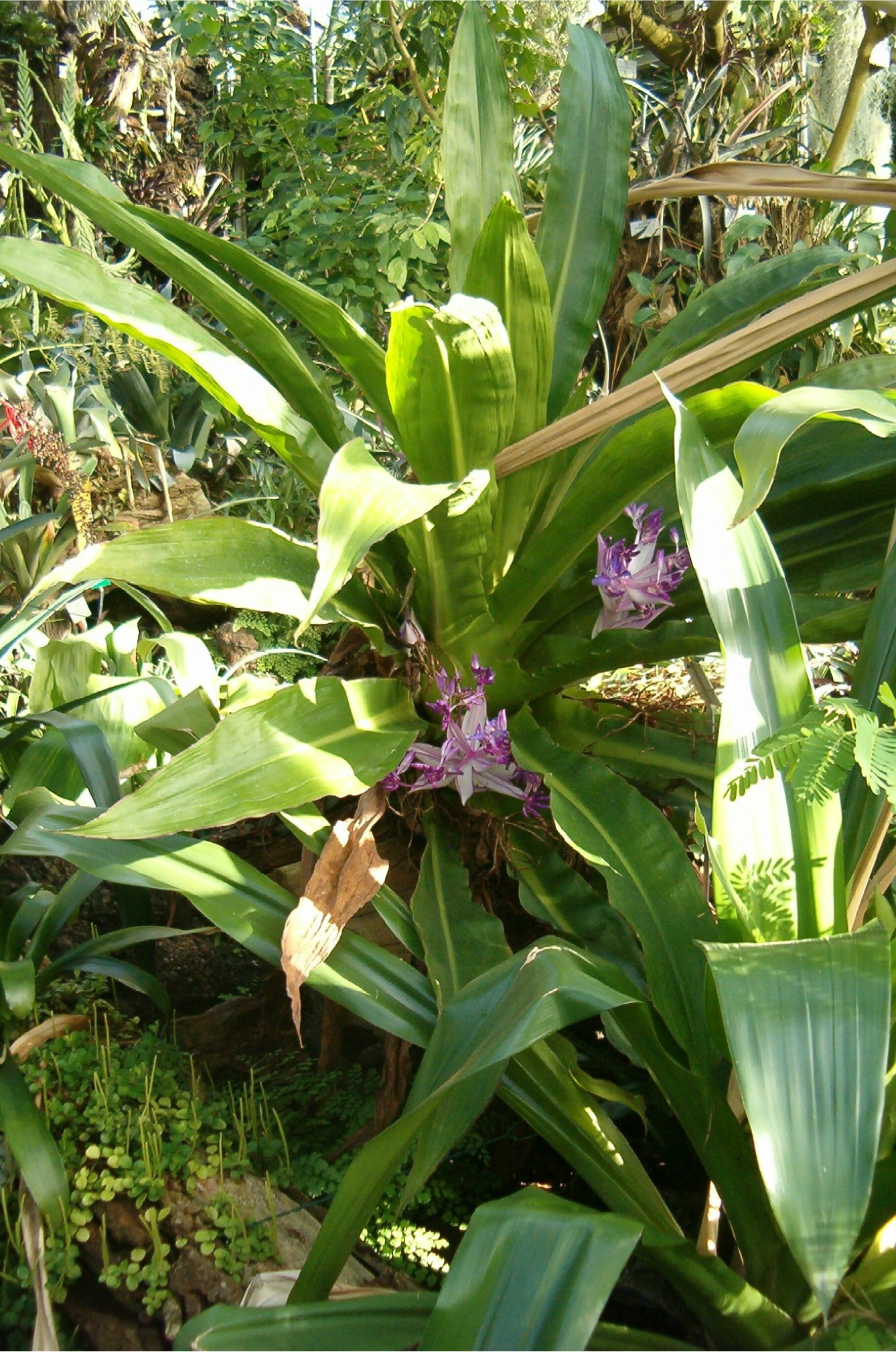
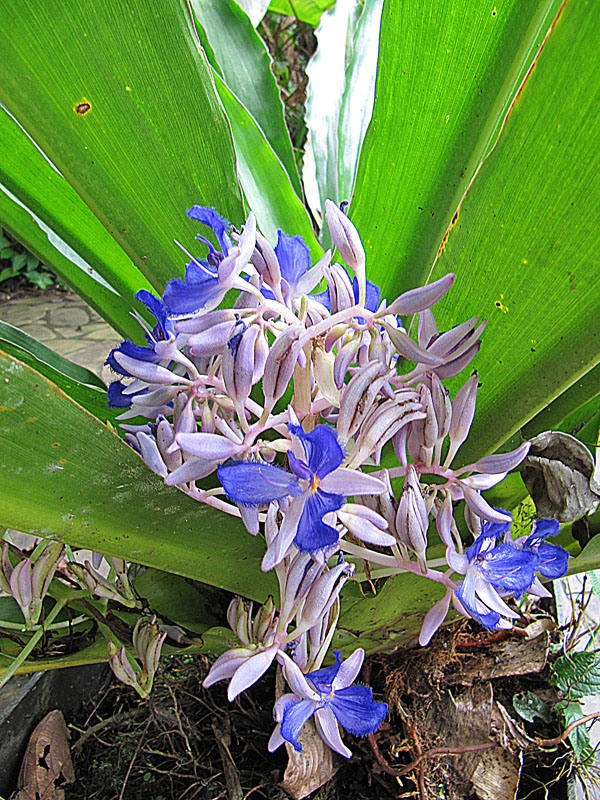
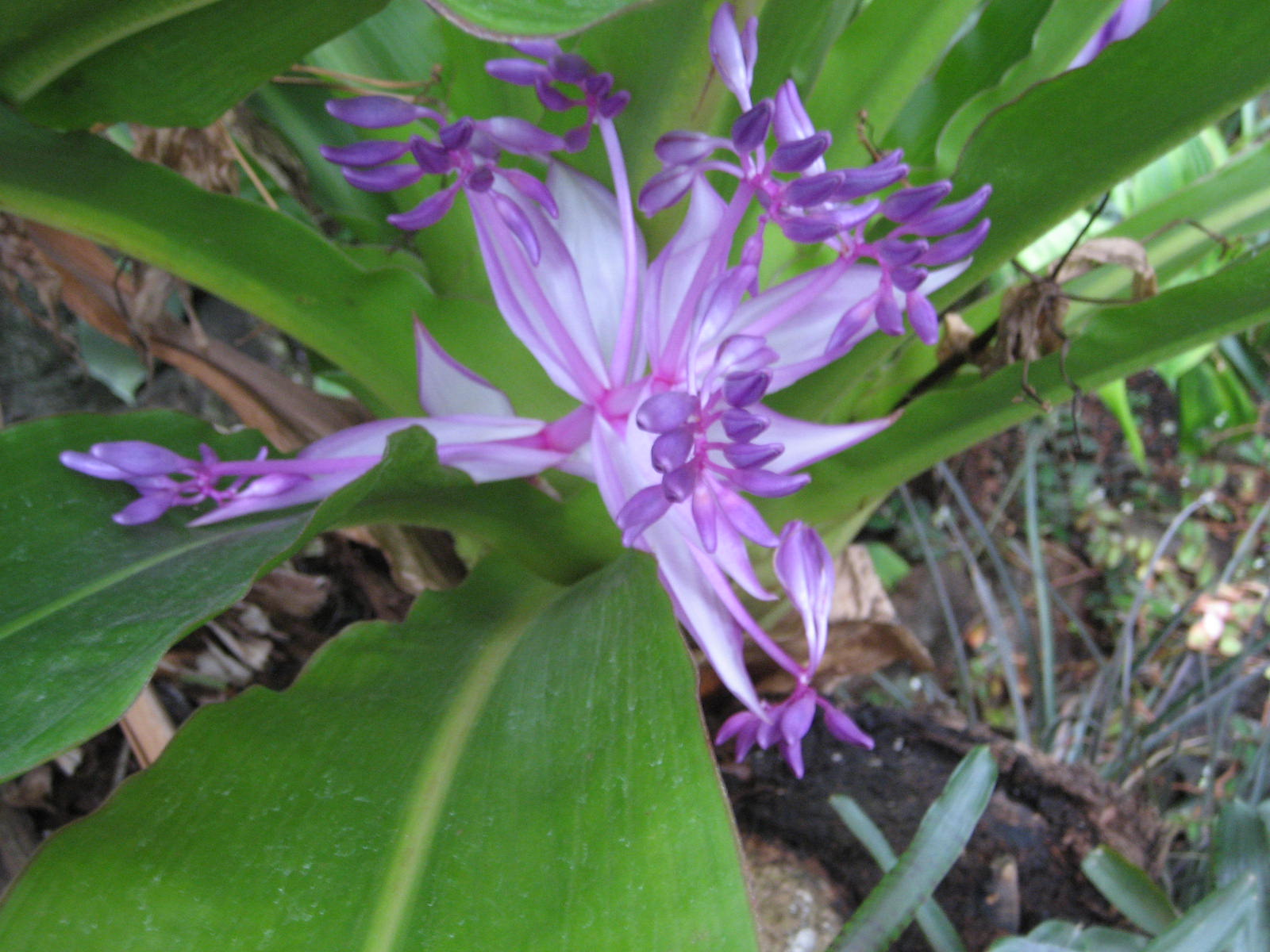
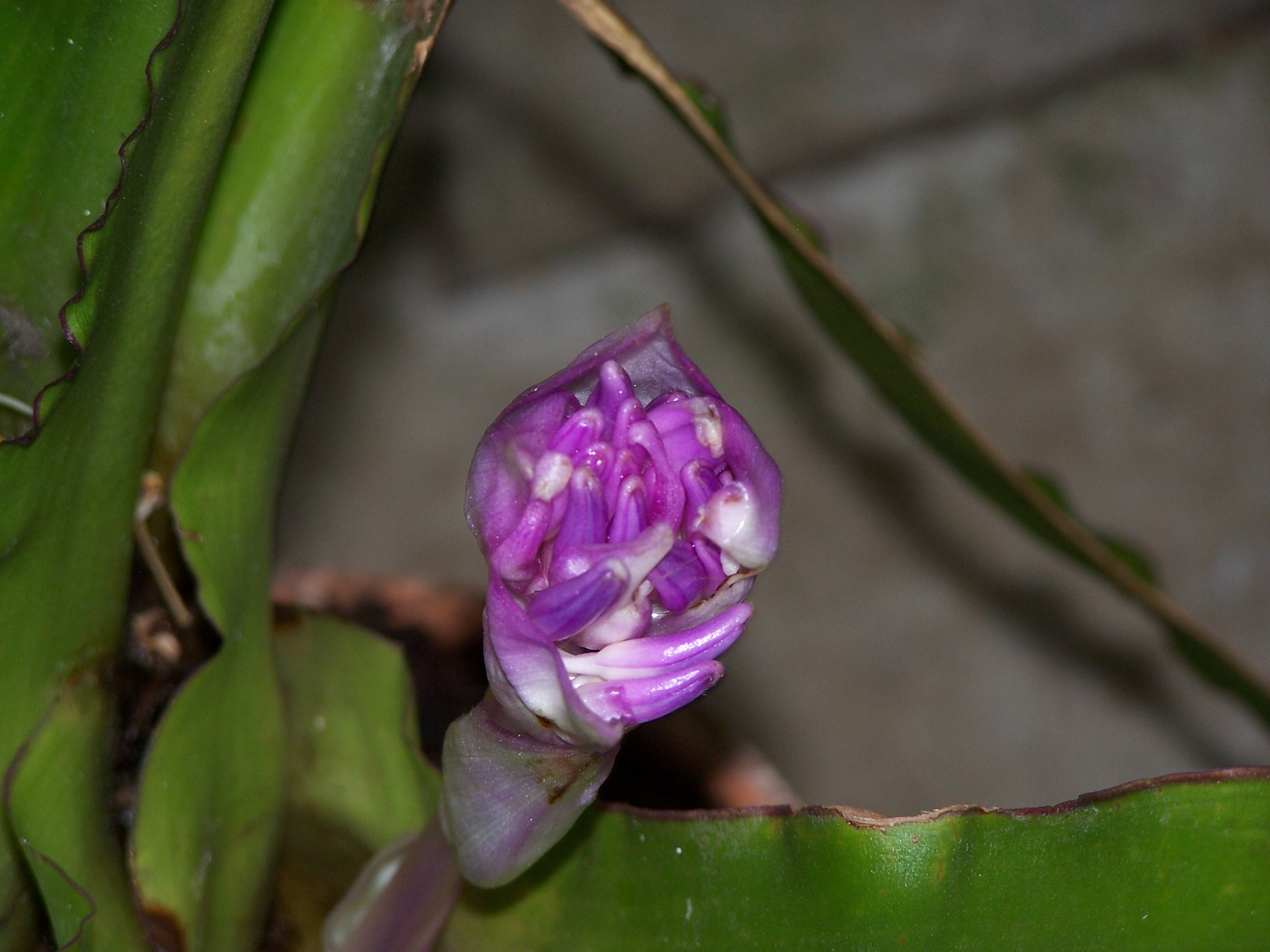
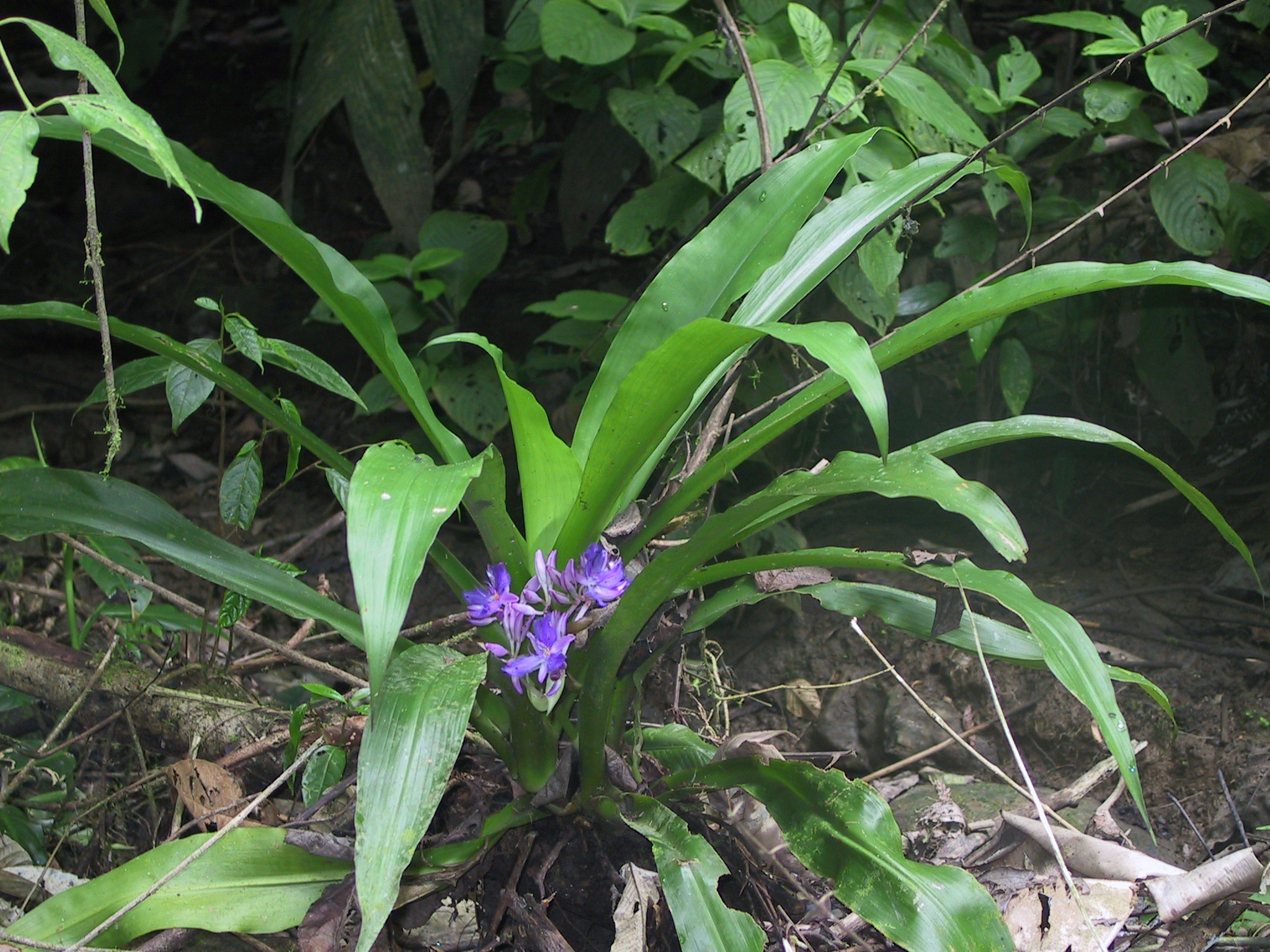
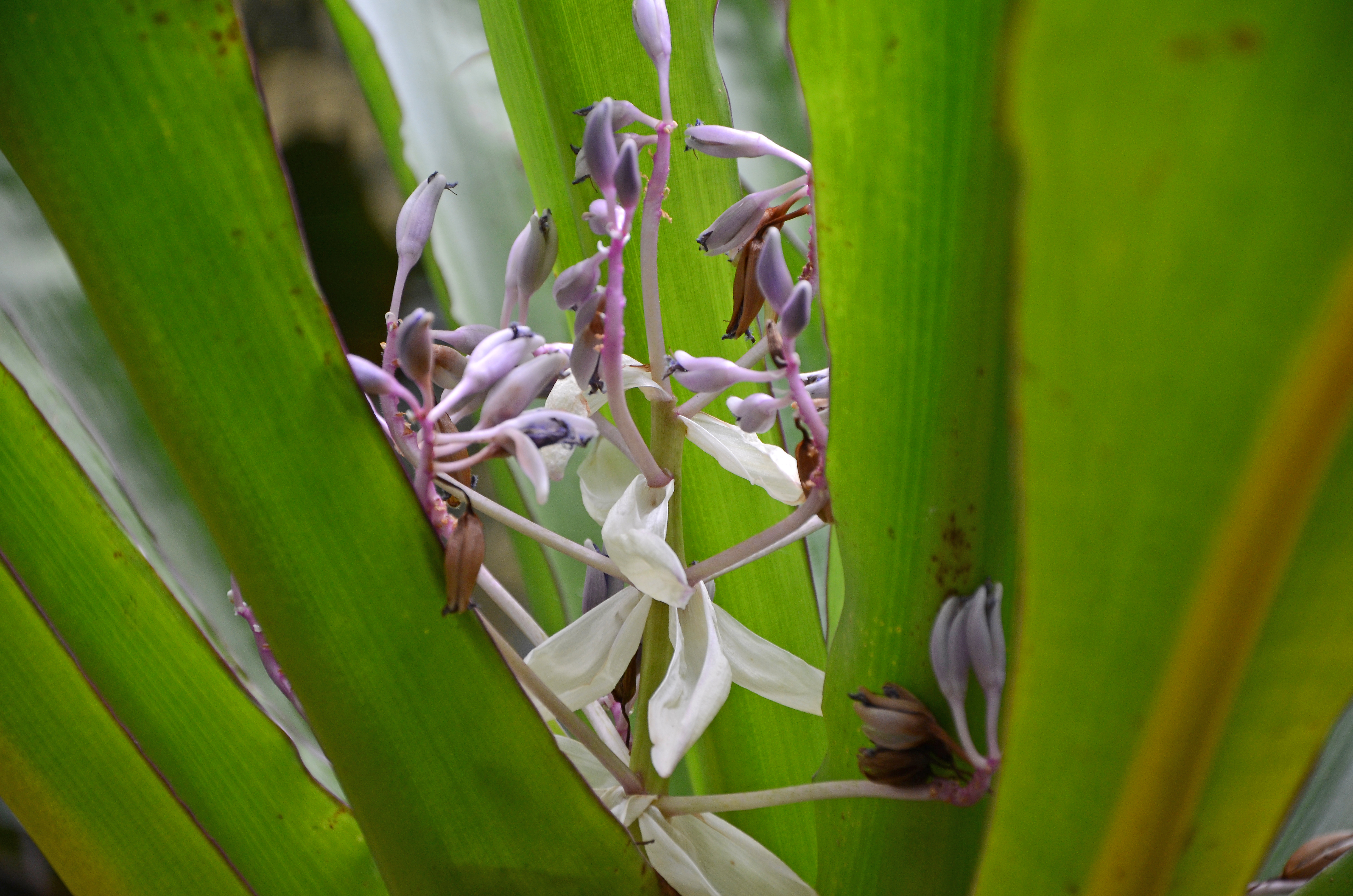